# Vía Valeria
La Vía Valeria  (en latín Via Valeria) fue una antigua calzada romana que salía de Tibur e iba hacia el lago Fucinus y el país de los marsos (marsi) y Corfinium (en el país de los peligni), y después fue continuada hasta el mar Adriático, en concreto hasta la desembocadura del Aternus.
No se sabe cuándo fue construida pero se supone que fue obra de M. Valerio Máximo que fue censor con C. Junio Bubulco en 307 a. C. Fue una continuación de la Vía Tiburtina que llevaba de Roma a Tíbur, y más tarde el nombre de Valeria se les dio a los dos tramos. La parte de la vía que iba del país de los peligni (incluido) hasta el mar no fue construida antes del reinado de Claudio, y se llamó Vía Claudia Valeria, nombre que después se perdió para permanecer únicamente el de Valeria. 
Las estaciones, según el Itinerario Antonino, y tomando Roma como salida, eran: 
- Tibur (Tívoli)
- Carseoli (Carsoli)
- Alba Fucentia (Alba)
- Cerfennia (Sta Felicita)
- Corfinium (San Pelino)
- Interpromium (Osteria di San Valentino)
- Teate (Chieti)

La segunda parte de la vía el Itinerario la inicia en Pescara y la sigue hasta Ancona (donde se encontraba con la Vía Flaminia), con las siguientes estaciones: 
- Ostia Aterni (Pescara)
- Hadria (Atri)
- Castrum Novum (Giulia Nuova)
- Castrum Truentium (en la boca del Tronto)
- Castellum Firmanum (Porto di Fermo)
- Potentia (Potenza)
- Numana (Humana)
- Ancona

La Vía Valeria dio nombre a la provincia de Valeria Suburbicaria, cuyo territorio era cruzado por esta vía (y por la Vía Salaria).
- Datos: Q683101
- Multimedia: Via Valeria / Q683101